# Sushil Kumar Singh
Sushil Kumar Singh (Manipur, 1º aprile 1989) è un calciatore indiano, attaccante svincolato.

## Carriera

### Club
Cresciuto calcisticamente nel Mohun Bagan, Singh ha esordito tra i professionisti nel Mahindra United, dove ha militato dal 2007 al 2010. Successivamente ha vestito la maglia dell'East Bengal nella stagione 2010-2011, collezionando 5 presenze e segnando una rete.
Nel 2011 è passato al United Sikkim, senza però scendere in campo in incontri ufficiali, per poi trasferirsi allo Shillong Lajong, con cui ha disputato 26 partite e realizzato 5 gol nella stagione 2012-2013. Nel 2013 è stato ceduto in prestito agli Eagles F.C..
Nel 2014 ha partecipato alla stagione inaugurale dell'Indian Super League con il Mumbai City, totalizzando 5 presenze e una rete. L'anno seguente ha diviso la stagione tra il Dempo, con 8 presenze e un gol, e l'Atlético de Kolkata, con cui ha disputato 5 gare.
Nel 2016 è approdato al Mumbai, segnando 5 gol in 16 partite, per poi passare al NEROCA, dove è rimasto fino al 2018, collezionando almeno 9 presenze complessive.

### Nazionale
Singh ha fatto parte della nazionale indiana Under-23 tra il 2007 e il 2012, disputando 5 incontri e segnando 2 gol. 
Dal 2008 al 2012 è stato convocato nella nazionale maggiore indiana, con cui ha collezionato 31 presenze e realizzato 4 reti.

## Statistiche

### Presenze e reti nei club
Statistiche aggiornate al 3 dicembre 2017.
| Stagione               | Squadra                | Campionato             | Campionato | Campionato | Coppe nazionali | Coppe nazionali | Coppe nazionali | Coppe continentali | Coppe continentali | Coppe continentali | Altre coppe | Altre coppe | Altre coppe | Totale | Totale |
| Stagione               | Squadra                | Comp                   | Pres       | Reti       | Comp            | Pres            | Reti            | Comp               | Pres               | Reti               | Comp        | Pres        | Reti        | Pres   | Reti   |
| ---------------------- | ---------------------- | ---------------------- | ---------- | ---------- | --------------- | --------------- | --------------- | ------------------ | ------------------ | ------------------ | ----------- | ----------- | ----------- | ------ | ------ |
| 2007-2008              | Mahindra United        | IL                     | 17         | 31         |                 |                 |                 |                    |                    |                    |             |             |             | ?      | ?      |
| 2008-2009              | Mahindra United        | IL                     | ?          | ?          |                 |                 |                 |                    |                    |                    | DC + IFA    | 0 + 0       | 0 + 0       | ?      | ?      |
| 2009-2010              | Mahindra United        | IL                     | ?          | ?          |                 |                 |                 |                    |                    |                    |             |             |             | ?      | ?      |
| Totale Mahindra United | Totale Mahindra United | Totale Mahindra United | ?          | ?          |                 |                 |                 |                    |                    |                    |             | 0           | 0           | ?      | ?      |
| 2010-2011              | East Bengal            | IL                     | 5          | 1          | FC              | 0               | 0               |                    |                    |                    | ISC         | 0           | 0           | 5      | 1      |
| 2011-2012              | United Sikkim          | IL2                    | 0          | 0          |                 |                 |                 |                    |                    |                    |             |             |             | 0      | 0      |
| 2012-2013              | Shillong Lajong        | IL                     | 26         | 5          |                 |                 |                 |                    |                    |                    |             |             |             | 26     | 5      |
| 2013-2014              | Eagles F.C.            | IL2                    | 10         | 22         |                 |                 |                 |                    |                    |                    |             |             |             | 34     | 33     |
| 2014                   | Mumbai City            | ISL                    | 29         | 36         |                 |                 |                 |                    |                    |                    |             |             |             | 5      | 1      |
| 2015                   | Dempo                  | IL                     | 8          | 1          |                 |                 |                 |                    |                    |                    |             |             |             | 8      | 1      |
| 2015                   | Atlético de Kolkata    | ISL                    | 5          | 0          |                 |                 |                 |                    |                    |                    |             |             |             | 5      | 0      |
| 2016                   | Mumbai                 | IL                     | 16         | 5          |                 |                 |                 |                    |                    |                    |             |             |             | 16     | 5      |
| 2016-2017              | NEROCA                 | IL2                    | ?          | ?          |                 |                 |                 |                    |                    |                    |             |             |             | ?      | ?      |
| 2017-2018              | NEROCA                 | IL                     | 9          | 0          | SC              | 0               | 0               |                    |                    |                    |             |             |             | 9      | 0      |
| Totale NEROCA          | Totale NEROCA          | Totale NEROCA          | 9          | 0          |                 | 0               | 0               |                    |                    |                    |             |             |             | 9      | 0      |
| Totale carriera        | Totale carriera        | Totale carriera        | 74         | 13         |                 | 0               | 0               |                    |                    |                    |             | 0           | 0           | 74     | 13     |

### Cronologia presenze e reti in Nazionale
| Cronologia completa delle presenze e delle reti in nazionale ― India | Cronologia completa delle presenze e delle reti in nazionale ― India | Cronologia completa delle presenze e delle reti in nazionale ― India | Cronologia completa delle presenze e delle reti in nazionale ― India | Cronologia completa delle presenze e delle reti in nazionale ― India | Cronologia completa delle presenze e delle reti in nazionale ― India | Cronologia completa delle presenze e delle reti in nazionale ― India | Cronologia completa delle presenze e delle reti in nazionale ― India |
| Data                                                                 | Città                                                                | In casa                                                              | Risultato                                                            | Ospiti                                                               | Competizione                                                         | Reti                                                                 | Note                                                                 |
| -------------------------------------------------------------------- | -------------------------------------------------------------------- | -------------------------------------------------------------------- | -------------------------------------------------------------------- | -------------------------------------------------------------------- | -------------------------------------------------------------------- | -------------------------------------------------------------------- | -------------------------------------------------------------------- |
| 23-08-2009                                                           | Nuova Delhi                                                          | India                                                                | 2 – 1                                                                | Kirghizistan                                                         | Nehru Cup 2009 - 1º turno                                            | -                                                                    | 84’                                                                  |
| 29-08-2009                                                           | Nuova Delhi                                                          | India                                                                | 0 – 1                                                                | Siria                                                                | Nehru Cup 2009 - 1º turno                                            | -                                                                    | 69’                                                                  |
| 17-02-2010                                                           | Colombo                                                              | India                                                                | 1 – 2                                                                | Kirghizistan                                                         | AFC Challenge Cup 2010 - 1º turno                                    | -                                                                    |                                                                      |
| 19-02-2010                                                           | Colombo                                                              | Turkmenistan                                                         | 1 – 0                                                                | India                                                                | AFC Challenge Cup 2010 - 1º turno                                    | -                                                                    | 85’                                                                  |
| 21-02-2010                                                           | Colombo                                                              | India                                                                | 0 – 3                                                                | Corea del Nord                                                       | AFC Challenge Cup 2010 - 1º turno                                    | -                                                                    |                                                                      |
| 21-08-2011                                                           | Port of Spain                                                        | Trinidad e Tobago                                                    | 3 – 0                                                                | India                                                                | Amichevole                                                           | -                                                                    | 84’                                                                  |
| 27-02-2012                                                           | Dubai                                                                | Azerbaigian                                                          | 3 – 0                                                                | India                                                                | Amichevole                                                           | -                                                                    |                                                                      |
| 09-03-2012                                                           | Kathmandu                                                            | India                                                                | 0 – 2                                                                | Tagikistan                                                           | AFC Challenge Cup 2012 - 1º turno                                    | -                                                                    | 81’                                                                  |
| 11-03-2012                                                           | Kathmandu                                                            | Filippine                                                            | 2 – 0                                                                | India                                                                | AFC Challenge Cup 2012 - 1º turno                                    | -                                                                    | 70’                                                                  |
| 13-03-2012                                                           | Kathmandu                                                            | Corea del Nord                                                       | 4 – 0                                                                | India                                                                | AFC Challenge Cup 2012 - 1º turno                                    | -                                                                    |                                                                      |
| Totale                                                               |                                                                      | Presenze                                                             | 10                                                                   |                                                                      | Reti                                                                 | 0                                                                    |                                                                      |

## Palmarès

### Club

#### Competizioni nazionali
- Coppa della Federazione indiana: 1

East Bengal: 2010
- I-League 2nd Division: 1

United Sikkim: 2012
- Durand Cup: 1

Mahindra United: 2008
- IFA Shield: 1

Mahindra UNited: 2008
- Indian Super Cup: 1

East Bengal: 2011